# باربينيلو (بافيا)
باربينيلو (بالإيطالية: Barbianello)‏ هي بلدة تقع في مقاطعة بافيا بإقليم لومبارديا في شمال إيطاليا. تبلغ مساحة هذه المدينة 11.83 (كم²)، وترتفع عن سطح البحر 63 م، بلغ عدد سكانها 835 نسمة في عام 2005 حسب إحصاء المعهد الوطني للإحصاء.

## السكان
في سنة 1861 بلغ عدد السكان 1٬216 نسمة، وتطور العدد ليصل في سنة 2011 لـ 890 نسمة.
يظهر هذا المخطط البياني تطور النمو السكاني لـ باربينيلو (بافيا)

## وصلات خارجية
- الموقع الرسمي